# Las Lomas (Piura)
Las Lomas es una ciudad peruana ubicada en el distrito de nombre homónimo de la provincia y departamento de Piura. Es asimismo capital del distrito ya mencionado. Se encuentra a una altitud de 242 m s. n. m.

## Ubicación
Las Lomas se ubica al norte de la provincia de Piura, en el distrito de Las Lomas, en el departamento de Piura.

## Demografía
En el 2017 Las Lomas tenía una población de 9646 habitantes.
| Gráfica de evolución demográfica de Las Lomas entre 1993 y 2017 |
|                                                                 |
| Fuentes: Población 1993 y 2017                                  |

## Clima
| Parámetros climáticos promedio de Las Lomas | Parámetros climáticos promedio de Las Lomas | Parámetros climáticos promedio de Las Lomas | Parámetros climáticos promedio de Las Lomas | Parámetros climáticos promedio de Las Lomas | Parámetros climáticos promedio de Las Lomas | Parámetros climáticos promedio de Las Lomas | Parámetros climáticos promedio de Las Lomas | Parámetros climáticos promedio de Las Lomas | Parámetros climáticos promedio de Las Lomas | Parámetros climáticos promedio de Las Lomas | Parámetros climáticos promedio de Las Lomas | Parámetros climáticos promedio de Las Lomas | Parámetros climáticos promedio de Las Lomas |
| Mes                                         | Ene.                                        | Feb.                                        | Mar.                                        | Abr.                                        | May.                                        | Jun.                                        | Jul.                                        | Ago.                                        | Sep.                                        | Oct.                                        | Nov.                                        | Dic.                                        | Anual                                       |
| ------------------------------------------- | ------------------------------------------- | ------------------------------------------- | ------------------------------------------- | ------------------------------------------- | ------------------------------------------- | ------------------------------------------- | ------------------------------------------- | ------------------------------------------- | ------------------------------------------- | ------------------------------------------- | ------------------------------------------- | ------------------------------------------- | ------------------------------------------- |
| Temp. media (°C)                            | 26.2                                        | 26.7                                        | 26.5                                        | 25.9                                        | 24.8                                        | 22.8                                        | 21.8                                        | 22.2                                        | 22.7                                        | 23                                          | 23.4                                        | 24.9                                        | 24.2                                        |
| Temp. mín. media (°C)                       | 20                                          | 20.6                                        | 20.6                                        | 19.7                                        | 18.8                                        | 16.5                                        | 15.7                                        | 15.8                                        | 16                                          | 16.3                                        | 16.7                                        | 18.4                                        | 17.9                                        |
| Fuente: climate-data.org                    |                                             |                                             |                                             |                                             |                                             |                                             |                                             |                                             |                                             |                                             |                                             |                                             |                                             |